# Marie van Rossen
Marie van Rossen (Kampen, 27 juli 1944) is een Nederlands voormalig burgemeester voor de PvdA.
Van Rossen studeerde politicologie en sinologie. In 1975 behaalde zij haar doctoraal sociale wetenschappen. Daarna was ze docente politicologie/staatskunde aan de Universiteit van Leiden. 
Vanaf 1974 was ze acht jaar lid van de Provinciale Staten van Zuid-Holland. Van 1982 tot 1990 was ze gemeenteraadslid in Leiden, waarvan de laatste twee jaar als wethouder. Van Rossen begon op 1 december 1990 haar burgemeesterscarrière in Hellevoetsluis. Sinds januari 2001 was ze de eerste vrouwelijke burgemeester van Alkmaar. In december 2006 ging Van Rossen vervroegd met pensioen, waarna ze in januari 2007 werd opgevolgd door Piet Bruinooge, voordien burgemeester van de Gelderse gemeente Renkum.